# Robert James Waller
Robert James Waller (Charles City (Iowa), 1 de agosto de 1939-Fredericksburg (Texas), 10 de marzo de 2017) fue un escritor estadounidense, conocido por su novela The Bridges of Madison County (Los puentes de Madison County). También fue profesor universitario de economía y negocios, así como fotógrafo y músico.

## Biografía
Waller estudió en la University of Northern Iowa (que entonces se denominaba Iowa State Teachers College). Recibió el bachillerato en 1962 y el máster en Educación en 1964. Se doctoró en negocios en la Kelley School of Business de la Universidad de Indiana Bloomington en 1968.
Se incorporó como profesor en la Universidad de Iowa donde había sido alumno en 1968 y desde 1977 fue catedrático. Fue decano entre 1980 y 1986. En 1989 se retiró de la Universidad. A raíz de su éxito literario hizo donativos importantes a las universidades donde había estudiado.
Muchos de sus libros se han convertido en superventas de la lista de The New York Times, sobre todo el libro de 1992 The Bridges of Madison County (Los puentes de Madison County) que fue superventas en 1993; esta novela se tradujo a 40 idiomas y se  han vendido más de 12 millones de ejemplares. Esta novela y otra de 1995, Puerto Vallarta Squeeze, fueron llevadas al cine (véase: Los puentes de Madison, dirigida por Clint Eastwood).

## Obras

### Novelas
- The Bridges of Madison County (1992) (en Reino Unido: Love in Black and White)
- Slow Waltz in Cedar Bend (1993) ISBN 0-446-51653-8
- Puerto Vallarta Squeeze (1995)
- Border Music (1995)
- A Thousand Country Roads: An Epilogue to The Bridges of Madison County (2002)
- High Plains Tango (2005)
- The Long Night of Winchell Dear (2007)

### Colecciones
- Just Beyond the Firelight (1988) (ensayo y narrativa)

### No ficción
- One Good Road is Enough (1990) (ensayo)
- Iowa: Perspectivas donde Today and Tomorrow (1991)
- Old Songs in a New Café (1994) (autobiografía y ensayo)
- Images (1994) (libro de fotografía de Iowa)
- The Summer Nights Never End ... Until They Don: Life, Liberty, and the Lure of the Short-Run (2012)

### Música
- The Ballads of Madison County: A Collection of Songs (CD - con 10 canciones cantadas por Robert James Waller)